# Lithophane umbrosa
Lithophane umbrosa är en fjärilsart som beskrevs av Eugen Johann Christoph Esper. Lithophane umbrosa ingår i släktet Lithophane och familjen nattflyn. Inga underarter finns listade i Catalogue of Life.